# فرودگاه پیلوت بات (اورگن)
 فرودگاه پیلوت بات، اورگن (به انگلیسی: Pilot Butte Airport (Oregon)) یک فرودگاه خصوصی است که یک باند فرود آسفالت دارد و طول باند آن ۷۳۱ متر است. این فرودگاه در کشور ایالات متحده آمریکا قرار دارد و در ارتفاع ۱۱۲۰ متری از سطح دریا واقع شده است.